# رئیس‌جمهور اسلواکی
رئیس‌جمهور اسلواکی (اسلواکی: Prezident Slovenskej republiky) رئیس دولت اسلواکی و فرمانده کل نیروهای مسلح است. رئیس‌جمهور به‌طور مستقیم توسط مردم برای پنج سال انتخاب می‌شود و می‌تواند برای حداکثر دو دوره متوالی انتخاب شود. ریاست جمهوری به‌طور عمده یک مقام تشریفاتی است، اما رئیس‌جمهور با اختیارات مطلق، توانایی‌های محدودی را در اختیار دارد. محل اقامت رسمی رئیس‌جمهور، کاخ گراسیکوویچ در براتیسلاوا است.

## تاریخچه مقام
این اداره توسط قانون اساسی اسلواکی در اول ژانویه ۱۹۹۳ تأسیس شد، زمانی که اسلواکی به‌طور دائم از چکسلواکی جدا و مستقل شد. این دفتر تا ۲ مارس ۱۹۹۳ زمانی که نخست‌وزیر مایکل کوواچ توسط شورای ملی جمهوری اسلواکی انتخاب شد، خالی بود. با این وجود، در سال ۱۹۹۸، شورای ملی قادر به انتخاب جانشین کواچ نبود. نتیجه این بود که نیمی از سال پس از پایان دوره Kováč در مارس ۱۹۹۸، این مقام خالی بود. وظایف و اختیارات دفتر به نخست‌وزیر و سخنگوی شورای ملی واگذار شد. برای رسیدن به یک راه حل، قانون اساسی تغییر کرد تا انتخابات ریاست جمهوری را به مردم منتقل کند. انتخابات ریاست جمهوری در سال ۱۹۹۹، ۲۰۰۴، ۲۰۰۹، و ۲۰۱۴ برگزار شده‌است.
رئیس‌جمهور فعلی آندره کیسکا است که در ۱۵ ژوئن ۲۰۱۴ به تصویب رسید.

## نقش و قدرت

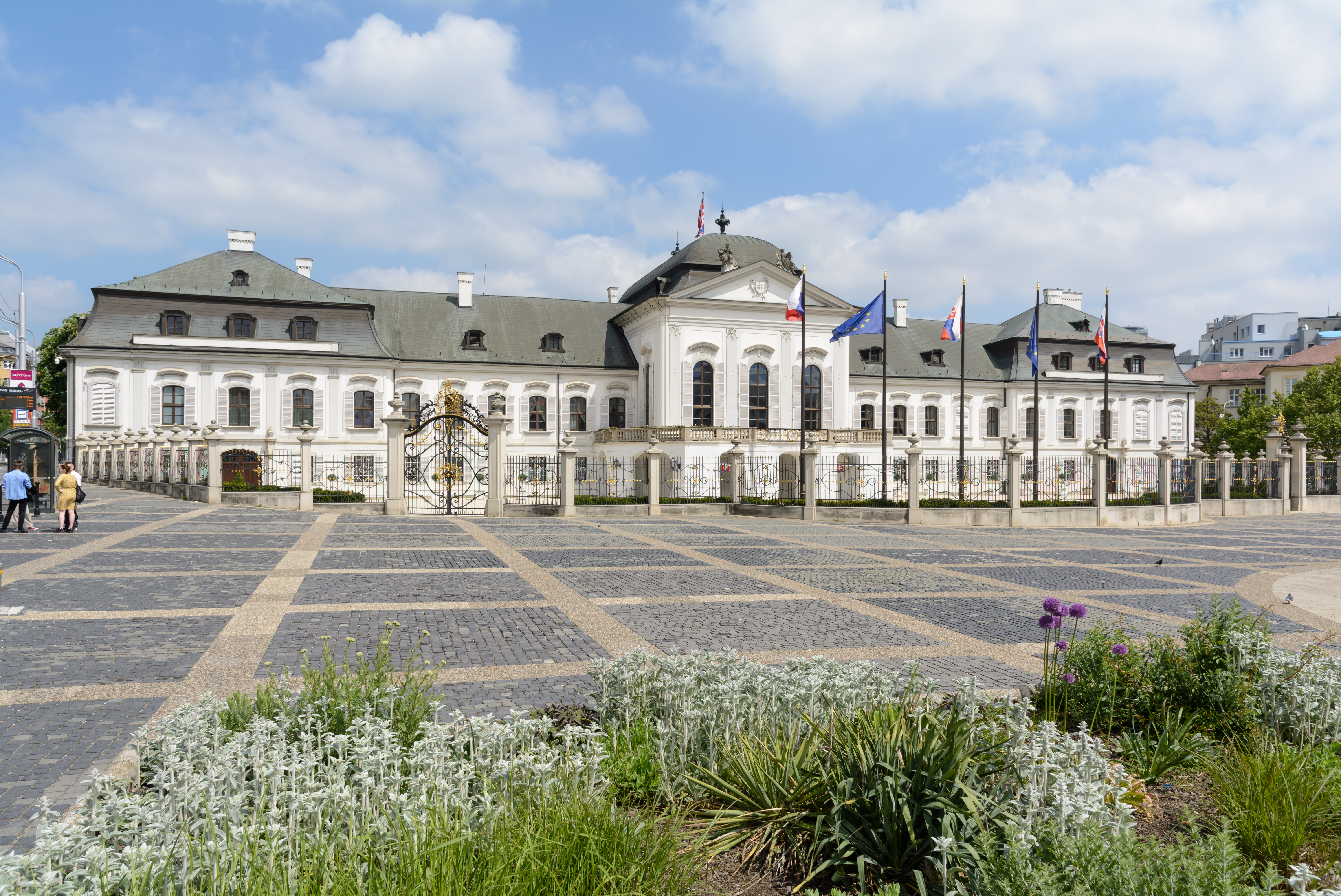
کاخ گراسالکوویچ (در اسلواکی Grasalkovich palác، همچنین کاخ رئیس جمهور Prezidentský palác) در براتیسلاوا، اسلواکی

رئیس‌جمهور اسلواکی در سیاست گذاری نقش محدودی دارد، زیرا این مقام به‌طور عمده در تشریفاتی است. طبق قانون اساسی، رئیس‌جمهور نماینده عالی کشور در اسلواکی و در خارج از کشور است.
در میان قدرت‌های قانون اساسی رئیس‌جمهور، نخست‌وزیر، سه قاضی دادگاه قانون اساسی و سه عضو شورای قضایی را معرفی می‌کند. رئیس‌جمهور همچنین می‌تواند به هر قاعده یا پیشنهاد شورای ملی، به استثنای اصلاحات قانون اساسی، وتو کند. در صورتی که شورای ملی مجدداً با اکثریت تمام اعضای شورا، همانند نظام وتو ریاست جمهوری ایالات متحده، مجدداً با همان وکلای مجدد، این وتو را لغو کند. رئیس‌جمهور همچنین به عنوان فرمانده کل نیروهای مسلح اسلواکی عمل می‌کند.
در میان دیگر وظایف قانونی خود، اسناد و مدارک را به قانون امضاء می‌کنند، به موجب توصیه نخست‌وزیر و تعیین دیگر مقامات دولتی: ژنرال، استادان، قضات، رؤسای جمهور، پروتکل‌ها و … رئیس‌جمهور می‌توان، عفو، تعزیرات و اختیارات را بر اساس توصیه وزیر دادگستری اعطا کند.

## رؤسای جمهور اسلواکی
| رئیس‌جمهور | رئیس‌جمهور | رئیس‌جمهور                            | ریاست جمهوری                   | حزب                                | انتخابات | منصب قبلی                                            |
| --------- | --------- | ------------------------------------ | ------------------------------ | ---------------------------------- | -------- | ---------------------------------------------------- |
| ۱         |           | میکال کواچ ۱۹۳۰–۲۰۱۶                 | ۲ مارس ۱۹۹۳ تا ۲ مارس ۱۹۹۸     | جنبش برای اسلوونی دموکراتیک (HZDS) | ۱۹۹۳     | رئیس مجمع فدرال جمهوری فدرال چک و اسلواکی (۱۹۹۲)     |
| ۲         |           | رودلف شوستر متولد ۱۹۳۴ (85 ساله)     | ۱۵ ژوئن ۱۹۹۹ تا ۱۵ ژوئن ۲۰۰۴   | حزب درک مدنی (SOP)                 | ۱۹۹۹     | عضو شورای ملی (۱۹۹۸–۱۹۹۹) شهردار کوشیتسه (۱۹۹۴–۱۹۹۹) |
| ۳         |           | ایوان گاسپارویچ متولد ۱۹۴۱ (78 ساله) | ۱۵ ژوئن ۲۰۰۴ تا ۱۵ ژوئن ۲۰۱۴   | جنبش برای دموکراسی (HZD)           | ۲۰۰۴     | رئیس شورای ملی (۱۹۹۳–۱۹۹۸)                           |
| ۳         | مستقل     | ایوان گاسپارویچ متولد ۱۹۴۱ (78 ساله) | ۱۵ ژوئن ۲۰۰۴ تا ۱۵ ژوئن ۲۰۱۴   | ۲۰۰۹                               |          | رئیس شورای ملی (۱۹۹۳–۱۹۹۸)                           |
| ۴         |           | آندره کیسکا متولد ۱۹۶۳ (56 ساله)     | ۱۵ ژوئن ۲۰۱۴ کنونی             | مستقل                              | ۲۰۱۴     | هیچ منصب قبلی ندارد                                  |
| ۵         |           | زوزانا چاپوتووا متولد ۱۹۷۳ (45 ساله) | ۱۵ ژوئن ۲۰۱۹ (رئیس‌جمهور منتخب) | اسلواکی پیشرو (PS)                 | ۲۰۱۹     | هیچ منصب قبلی ندارد                                  |

## رئیس‌جمهور سابق زنده
دو رئیس‌جمهور زنده پیشین اسلواکی: 

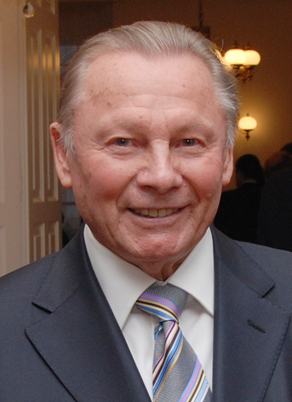
رودلف شوستر (۱۹۹۹–۲۰۰۴) ۴ ژانویهٔ ۱۹۳۴ ‏(۹۱ سال)
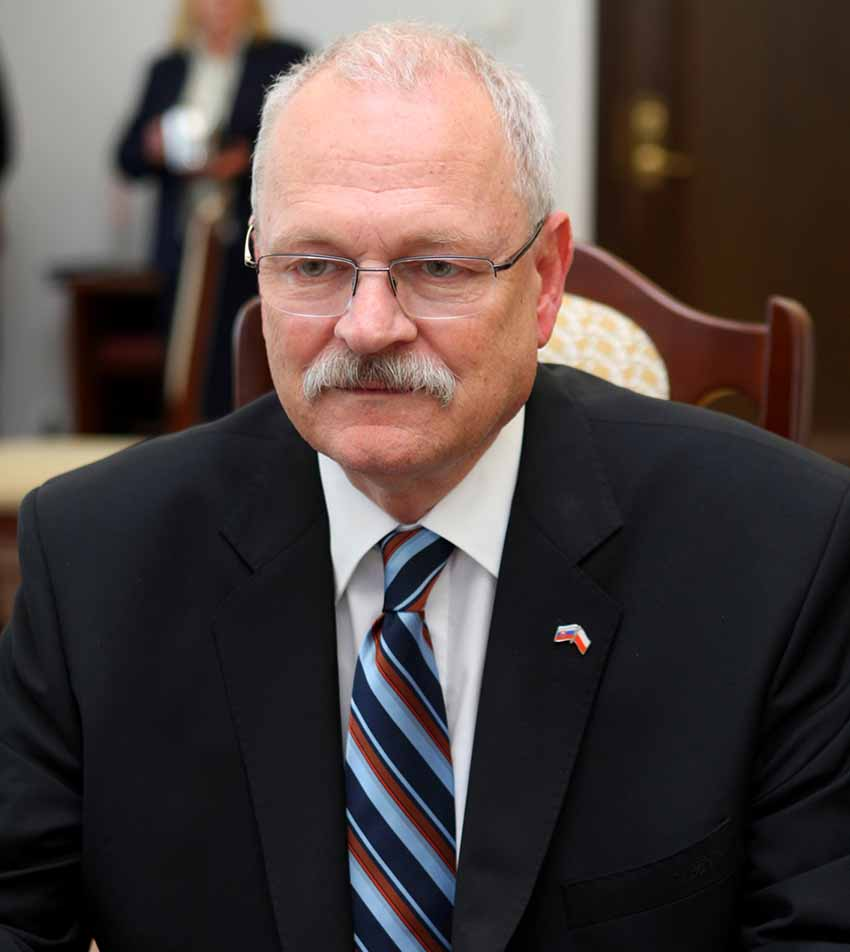
ایوان گاسپارویچ
(۲۰۰۴–۲۰۱۴)
۲۷ مارس ۱۹۴۱ ‏(۸۳ سال)